# 飯塚定雄
飯塚 定雄（いいづか さだお、1934年〈昭和9年〉12月26日 - 2023年〈令和5年〉3月24日）は、日本映画の光学合成技師、デン・フィルム・エフェクト代表取締役社長。
東京都新宿出身。愛称は「デンさん」。妻は東宝で光学作画を務めた飯塚江津子（旧姓・茂田）。

## 経歴
1954年に高校に通いながら二科会の美術研究所で東郷青児に絵画を学び、19歳の時にアルバイトとして東宝撮影所に入所。当初は美術助手として、ミニチュアの建物に「汚し」を付ける仕事などを担当していた。
1957年より円谷英二の奨めで室内合成の光学作画を担当。『地球防衛軍』以降、東宝特撮独自の光線表現を確立。『ウルトラマン』のスペシウム光線、怪獣が吐く破壊光線や火炎、ロケットの噴射などの合成を多く手掛けた。キングギドラの引力光線では、太平洋戦争中に間近で目撃した米軍機の曳光弾射撃が参考になったという。なお、『宇宙大戦争』ではロケット噴射を派手に描いたところ、円谷に「宇宙空間でそんなでかい噴射が出るか」と怒られたうえ、その後も何百枚も没にされてキレそうになったが、結局は納得してくれるまで粘ったという。
1959年に特殊技術課が設立され、東宝に社員登用される機会があったが、飯塚はこれを固辞して技能契約者として年間契約で参加するかたちとなった。飯塚は辞退した理由として、大企業では学閥が優先されるという考えや、特撮の仕事がなくなった場合に事務職などは務まらないという考えであったことを挙げており、自身の技術で仕事をしなければならないという想いであったと述懐している。
円谷の死後、退職して中野稔と共にデン・フィルム・エフェクトを設立する。
2015年、文化庁映画賞の映画功労部門で受賞
2023年3月24日、誤嚥性肺炎のため死去。88歳没。

## 人物
- 「デンさん」という愛称は、飯塚が漫画『デンスケ』の主人公に似ていたことからつけられた[14][8][15]。この呼名が広く定着していたことから、自社にも「デン」を冠している[15]。
- 飯塚によれば、円谷からの発注は「感じを作れ」という一言のみで、自身の経験の引き出しから何を使うか考える必要があったと語っている[11]。また、円谷は仕上がったものに注文をつけることが多く、直接褒められることは一度もなかったという[11]。これまでで最も難しかった合成として、キングギドラの引力光線を挙げている[11]。
- 一方、円谷に従順であった先輩スタッフに代わり、飯塚は円谷に楯突くことも多かったという[8]。それに対し、円谷も怒って怒鳴ることが多かったが、翌日に飯塚はコーヒーを奢ってもらえたという[8]。
- 東宝の契約では他社での仕事は禁止されていたが、円谷の依頼で参加した円谷プロダクションの『ウルトラマン』をはじめ、第一次怪獣ブームのころは『宇宙大怪獣ギララ』（松竹）、『大巨獣ガッパ』（日活）、『宇宙怪獣ガメラ』（大映）などの他社作品の合成も多数手がけた[8]。飯塚によれば、当時は東宝側も円谷の威厳により何も言わなかったという[8]。
- 特技監督の中野昭慶は、飯塚は明るく茶目っ気があり、クランクアップ前の多忙な時期でも現場を明るくしていたと証言している[14]。一方、痔を患っていたため、一日中座りっぱなしの作画作業では顔をしかめていることもあったという[14]。
- 中野は、ファンタジックで夢のある幸隆生の動画に対し、飯塚は立体的で力量感があったと評している[14]。また、中野は飯塚の傑作として『三大怪獣 地球最大の決戦』でのキングギドラの誕生シーンを挙げている[16]。

## 主な作品

### 映画
- ゴジラシリーズ
  - ゴジラ（1954年、東宝）[8][3][17] - 美術助手
  - ゴジラの逆襲（1955年、東宝）[3][17] - 美術助手
  - キングコング対ゴジラ（1962年、東宝）[17] - 光学作画
  - モスラ対ゴジラ（1964年、東宝）[17] - 光学作画
  - 三大怪獣 地球最大の決戦（1964年、東宝）[3][17] - 光学作画
  - 怪獣大戦争（1965年、東宝）[17] - 光学作画
  - ゴジラ・エビラ・モスラ 南海の大決闘（1966年）[17]
  - 怪獣島の決戦 ゴジラの息子（1967年、東宝）[17] - 光学作画
  - 怪獣総進撃（1968年、東宝）[17] - 特撮作画
  - ゴジラvsメカゴジラ（1993年、東宝）[18] - エフェクトアニメーション
  - ゴジラvsスペースゴジラ（1994年、東宝）[18] - エフェクトアニメーション
  - ゴジラvsデストロイア（1995年、東宝）[18] - エフェクトアニメーション
  - ゴジラ FINAL WARS（2004年、東宝）[19] - エフェクトアニメーション
- 緑はるかに（1955年、日活）[17]
- 獣人雪男（1955年、東宝）[17] - 美術助手
- 乱菊物語（1956年、東宝）[17]
- 白夫人の妖恋（1956年、東宝）[17] - 美術助手
- 空の大怪獣 ラドン（1956年、東宝）[8][3][17] - 美術助手
- 殉愛（1956年、東宝）[3]
- 大当り三色娘（1957年、東宝）[3]
- 大番（1957年、東宝）[17]
- 雪国（1957年、東宝）[17]
- 地球防衛軍（1957年、東宝）[3][17] - 光学作画
- 変身人間シリーズ（東宝）
  - 美女と液体人間（1958年）[17]
  - 電送人間（1960年）[17]
  - ガス人間第一号（1960年）[17]
- 大怪獣バラン（1958年、東宝）[17] - 光学作画
- 孫悟空（1959年、東宝）[17]
- 潜水艦イ-57降伏せず（1959年、東宝）[17]
- 日本誕生（1959年、東宝）[17] - 光学作画
- 宇宙大戦争（1959年、東宝）[17] - 光学作画
- ハワイ・ミッドウェイ大海空戦 太平洋の嵐（1960年、東宝）[17]
- 大坂城物語（1961年、東宝）[17]
- モスラ（1961年、東宝）[11][17]
- 紅の海（1961年、東宝）[17]
- ゲンと不動明王（1961年、東宝）[17]
- 世界大戦争（1961年、東宝）[17]
- 妖星ゴラス（1962年、東宝）[17] - 光学作画
- 紅の空（1962年、東宝）[17]
- 太平洋の翼（1963年、東宝）[17]
- 天国と地獄（1963年、東宝）[17]
- 青島要塞爆撃命令（1963年、東宝）[17]
- マタンゴ（1963年、東宝）[17]
- 大盗賊（1963年、東宝）[17]
- 江分利満氏の優雅な生活（1963年、東宝）[17]
- 海底軍艦（1963年、東宝）[17]
- 士魂魔道 大龍巻（1964年、東宝）[17]
- こんにちは赤ちゃん（1964年、東宝）[17]
- 君も出世ができる（1964年、東宝）[17]
- 宇宙大怪獣ドゴラ（1964年、東宝）[17] - 光学作画
- 太平洋奇跡の作戦 キスカ（1965年、東宝）[17]
- フランケンシュタイン対地底怪獣（1965年、東宝）[17]
- 大冒険（1965年、東宝）[17]
- ゼロ・ファイター 大空戦（1966年、東宝）[17]
- フランケンシュタインの怪獣 サンダ対ガイラ（1966年、東宝/ベネディクト・プロ）[17] - 光学作画
- 喜劇 駅前満貫（1967年、東宝）[17]
- 殺人狂時代（[967年、東宝）[17]
- 坊っちゃん社員 青春でつッ走れ!（1967年、東宝）[17]
- キングコングの逆襲（1967年、東宝）[17]
- 宇宙大怪獣ギララ（1967年、松竹）[8]
- 大巨獣ガッパ（1967年、日活）[8]
- 東宝8.15シリーズ（東宝）
  - 連合艦隊司令長官 山本五十六（1968年） - 特撮作画[17][20]
  - 日本海大海戦（1969年）[17]
- 緯度0大作戦（1969年、東宝）[17]
- 怪獣大奮戦 ダイゴロウ対ゴリアス（1972年、円谷プロダクション、東宝） - 視覚効果[17][21]
- ウルトラシリーズ
  - ウルトラ6兄弟VS怪獣軍団（1974年、富士映画）[22]
  - ウルトラQ ザ・ムービー 星の伝説（1990年、松竹）[23]
  - シン・ウルトラマン（2022年、円谷プロダクション/東宝/カラー） - 光学作画[24]
- 石坂浩二の金田一耕助シリーズ
  - 犬神家の一族（1976年、東宝）[22]
  - 悪魔の手毬唄（1977年、東宝）[22]
  - 獄門島（1977年、東宝）[22]
  - 女王蜂（1978年、東宝）[22]
  - 病院坂の首縊りの家（1979年、東宝）[22]
- 極底探険船ポーラーボーラ（1977年、ランキン・バス・プロダクション/円谷プロダクション）[22]
- 宇宙からのメッセージ（1978年、東映）[22]
- 火の鳥（1978年、東宝）[22]
- バミューダの謎 魔の三角水域に棲む巨大モンスター!（1978年、日本未公開）[22]
- 地獄（1979年、東映）[22]
- 太陽を盗んだ男（1979年、東宝）[22]
- 夜叉ヶ池（1979年、松竹）[22]
- 戦国自衛隊（1979年、東宝）[22]
- 宇宙怪獣ガメラ（1980年、大映）[22]
- 仮面ライダーシリーズ（東映）
  - 仮面ライダー 8人ライダーVS銀河王（1980年）[22]
  - 仮面ライダーJ（1994年）[18] - 視覚効果[注釈 1]
  - 劇場版 仮面ライダー剣 MISSING ACE（2004年） - デジタルエフェクト
  - 劇場版 仮面ライダー電王 俺、誕生!（2007年） - デジタルエフェクト
  - 劇場版 超・仮面ライダー電王&ディケイド NEOジェネレーションズ 鬼ヶ島の戦艦（2009年） - デジタルエフェクト
  - 仮面ライダー1号（2016年） - VFXアーティスト
  - 仮面ライダー平成ジェネレーションズ FINAL ビルド&エグゼイドwithレジェンドライダー（2017年） - VFXアーティスト
- ヒポクラテスたち（1980年、ATG）[22]
- 古都（1980年、東宝）[22]
- 幸福（1981年、東宝）[22]
- 魔界転生（1981年、東映）[22]
- 悪霊島（1981年、東映）[22]
- だいじょうぶマイ・フレンド（1983年、東宝）[22]
- プロ野球を10倍楽しく見る方法（1983年）[22]
- 細雪（1983年、東宝）[22]
- 里見八犬伝（1983年、東映）[22]
- さよならジュピター（1984年、東宝）[18]
- トロピカルミステリー 青春共和国（1984年、東宝）[18]
- 瀬戸内少年野球団（1984年、日本ヘラルド映画）[18]
- 月の夜 星の朝（1984年、東宝）[18]
- SF新世紀レンズマン（1984年、東宝東和）[18]
- 愛情物語（1984年、映画）[18]
- さらば箱舟（1984年、ATG）[18]
- おはん（1984年、東宝）[18]
- 伽椰子のために（1984年、エキプド・シネマ）[18]
- ザ・オーディション（1984年、東宝東和）[18]
- 愛・旅立ち（1985年、東宝）[18]
- みんなあげちゃう（1985年、にっかつ）[18]
- CHECKERS IN TAN TAN たぬき（1985年、東宝）[18]
- 火まつり（1985年、シネセゾン）[18]
- 乱（1985年、東宝）[18]
- テラ戦士ΨBOY（1985年、東映）[18]
- ビルマの竪琴（1985年、東宝）[18]
- 宇宙からの帰還（1985年、東宝東和）[18]
- 鑓の権三（1986年、松竹富士）[18]
- 子猫物語（1986年、東宝）[18]
- プルシアンブルーの肖像（1986年、東宝）[18]
- チェッカーズSONG FOR U.S.A.（1986年、東宝）[18]
- 鹿鳴館（1986年、東宝）[18]
- 首都消失（1987年、東宝）[18]
- 映画女優（1987年、東宝）[18]
- マルサの女（1987年、東宝）[23]
- 螢川（1987年、松竹）[23]
- あいつに恋して（1987年、東宝）[23]
- 星の牧場（1987年、東映）[23]
- 竹取物語（1987年、東宝）[23]
- 帝都物語（1988年、東宝）[23]
- 嵐が丘（1988年、東宝）[23]
- ドグラ・マグラ（1988年、シネセゾン）[23]
- 丹波哲郎の大霊界 死んだらどうなる（1989年、松竹富士）[23]
- ZIPANG（1990年、東宝）[23]
- ほしをつぐもの（1990年、松竹富士）[23]
- 夢（1990年、ワーナー・ブラザース）[23]
- 東京上空いらっしゃいませ（1990年、松竹）[23]
- 天と地と（1990年、東映）[23]
- ふたり（1991年、松竹）[23]
- ヤマトタケル（1994年、東宝）[23]
- ノストラダムス戦慄の啓示（1994年、東映）[23]
- 人造人間ハカイダー（1995年、東映）[23]
- スーパー戦隊シリーズ（東映）
  - 超力戦隊オーレンジャー（1995年）[23]
  - 劇場版 百獣戦隊ガオレンジャー 火の山、吼える（2001年）[23]
  - 忍風戦隊ハリケンジャー シュシュッと THE MOVIE（2002年）[19]
  - 爆竜戦隊アバレンジャー DELUXE アバレサマーはキンキン中!（2003年）[19]
  - 特捜戦隊デカレンジャー THE MOVIE フルブラスト・アクション（2004年）[19]
  - 魔法戦隊マジレンジャー THE MOVIE インフェルシアの花嫁（2005年）[19]
  - 轟轟戦隊ボウケンジャー THE MOVIE 最強のプレシャス（2006年）[19]
  - 電影版 獣拳戦隊ゲキレンジャー ネイネイ!ホウホウ!香港大決戦（2007年）[19]
  - 炎神戦隊ゴーオンジャー BUNBUN!BANBAN!劇場BANG!!（2008年）[19]
  - 劇場版 炎神戦隊ゴーオンジャーVSゲキレンジャー（2009年）[19]
  - 侍戦隊シンケンジャーVSゴーオンジャー 銀幕BANG!!（2010年）[19]
  - 天装戦隊ゴセイジャーVSシンケンジャー エピックon銀幕（2011年）[19]
  - ゴーカイジャー ゴセイジャー スーパー戦隊199ヒーロー大決戦（2011年）[19]
  - 海賊戦隊ゴーカイジャー THE MOVIE 空飛ぶ幽霊船（2011年）[19]
  - 海賊戦隊ゴーカイジャーVS宇宙刑事ギャバン THE MOVIE（2012年）[19]
- モスラ（1996年、東宝）[23] - エフェクトアニメーション
- モスラ2 海底の大決戦（1997年、東宝）[23]
- スパイ・ゾルゲ（2003年、東宝）[19]
- デビルマン（2004年、東映）[19]
- 宇宙刑事ギャバン THE MOVIE（2012年、東映）[19]

### テレビ
- ウルトラシリーズ - 光学作画
  - ウルトラQ（1966年）[17]
  - ウルトラマン（1966年）[3][17]
  - ウルトラセブン（1967年）[17]
  - 帰ってきたウルトラマン（1971年）[17]
  - ウルトラマンタロウ（1973年）[17]
  - ネオ・ウルトラQ（2013年）[19]
  - ウルトラマンX（2015年）[19]
- 快獣ブースカ（1966年）[17]
- 怪奇大作戦（1968年）[17]
- シルバー仮面（1971年）[17]
- ミラーマン（1971年）[17]
- トリプルファイター（1972年）[17]
- 緊急指令10-4・10-10（1972年）[17]
- アイアンキング（1972年）[17]
- 恐怖劇場アンバランス（1973年）[17]
- ファイヤーマン（1973年）[17]
- ジャンボーグA（1973年）[17]
- 火曜歌謡ビッグマッチ（1973年）[17]
- スーパーロボット レッドバロン（1973年）[17]
- 赤いシリーズ
  - 赤い迷路（1974年）[17]
  - 赤い疑惑（1975年）[22]
  - 赤い運命（1976年）[22]
  - 赤い衝撃（1976年）[22]
  - 赤い激流（1977年）[22]
  - 赤い絆（1977年）[22]
  - 赤い激突（1978年）[22]
  - 赤い魂（1980年）[22]
- SFドラマ 猿の軍団（1974年）[17]
- スーパーロボット マッハバロン（1974年）[22]
- 少年探偵団（1975年）[22]
- 恐竜探険隊ボーンフリー（1975年）[22]
- 昭和怪盗傅（1977年）[22]
- スターウルフ（1978年）[22]
- 恐竜戦隊コセイドン（1978年）[22]
- 西遊記（1978年）[22]
- ふしぎ犬トントン（1978年）[22]
- 図ぶとい奴・危険な賭け（1978年）[22]
- 魚たちと眠れ 洋上女子大学殺人事件（1978年）[22]
- 薔薇海峡（1978年）[22]
- スーパー戦隊シリーズ
  - バトルフィーバーJ（1979年）[22]
  - 電子戦隊デンジマン（1980年）[22]
  - 太陽戦隊サンバルカン（1981年）[22]
  - 大戦隊ゴーグルファイブ（1982年）[22]
  - 科学戦隊ダイナマン（1983年）[22]
  - 超電子バイオマン（1984年）[18]
  - 電撃戦隊チェンジマン（1985年）[18]
  - 超新星フラッシュマン（1986年）[18]
  - 光戦隊マスクマン（1987年）[23]
  - 忍者戦隊カクレンジャー（1994年）[23]
  - 超力戦隊オーレンジャー（1995年）[23]
  - 激走戦隊カーレンジャー（1996年）[23]
  - 電磁戦隊メガレンジャー（1997年）[23]
  - 星獣戦隊ギンガマン（1998年）[23]
  - 救急戦隊ゴーゴーファイブ（1999年）[23]
  - 未来戦隊タイムレンジャー（2000年）[23]
  - 百獣戦隊ガオレンジャー（2001年）[23]
  - 忍風戦隊ハリケンジャー（2002年）[23]
  - 爆竜戦隊アバレンジャー（2003年）[19]
  - 特捜戦隊デカレンジャー（2004年）[19]
  - 魔法戦隊マジレンジャー（2005年）[19]
  - 轟轟戦隊ボウケンジャー（2006年）[19]
  - 獣拳戦隊ゲキレンジャー（2007年）[19]
  - 炎神戦隊ゴーオンジャー（2008年）[19]
  - 侍戦隊シンケンジャー（2009年）[19]
  - 天装戦隊ゴセイジャー（2010年）[19]
  - 海賊戦隊ゴーカイジャー（2011年）[19]
  - 特命戦隊ゴーバスターズ（2012年）[19]
  - 獣電戦隊キョウリュウジャー（2013年）[19]
  - 烈車戦隊トッキュウジャー（2014年）[19]
- 噂の刑事トミーとマツ（1979年）[22]
- ぼくら野球探偵団（1980年）[22]
- 警視-K（1980年）[22]
- 魔界番町皿屋敷（1981年）[22]
- 秘密のデカちゃん（1981年）[22]
- メタルヒーローシリーズ
  - 宇宙刑事ギャバン（1982年）[22]
  - 宇宙刑事シャリバン（1983年）[22]
  - 宇宙刑事シャイダー（1984年）[18]
  - 巨獣特捜ジャスピオン（1985年）[18]
  - 時空戦士スピルバン（1986年）[18]
  - 超人機メタルダー（1987年）[23]
  - 特捜ロボ ジャンパーソン（1993年）[23]
  - ブルースワット（1994年）[23]
  - 重甲ビーファイター（1995年）[23]
  - ビーファイターカブト（1996年）[23]
  - ビーロボカブタック（1997年）[23]
  - テツワン探偵ロボタック（1998年）[23]
- 超光戦士シャンゼリオン（1996年）[23]
- 燃えろ!!ロボコン（1999年）[23]
- 仮面ライダーシリーズ
  - 仮面ライダー龍騎（2002年）[23]
  - 仮面ライダー555（2003年）[19]
  - 仮面ライダー剣（2004年）[19]
  - 仮面ライダー電王（2007年）[19]
  - 仮面ライダーキバ（2008年）[19]
  - 仮面ライダーディケイド（2009年）[19]
  - 仮面ライダーゴースト（2015年）[19]
- 超星神シリーズ
  - 超星神グランセイザー（2003年）[19]
  - 幻星神ジャスティライザー（2004年）[19]
- 美少女戦士セーラームーン（2003年）[19]
- Kawaii! JeNny（2007年）[19]
- 長髪大怪獣ゲハラ（2009年）[19] - 光学作画
- MM9-MONSTER MAGNITUDE-（2010年）[19]

### オリジナルビデオ
- ウルトラマンVS仮面ライダー（1993年、バンダイ）[23]
- スーパー戦隊Vシネマ（東映ビデオ）
  - 超力戦隊オーレンジャー オーレVSカクレンジャー（1996年）[23]
  - 激走戦隊カーレンジャーVSオーレンジャー（1997年）[23]
  - 電磁戦隊メガレンジャーVSカーレンジャー（1998年）[23]
  - 星獣戦隊ギンガマンVSメガレンジャー（1999年）[23]
  - 救急戦隊ゴーゴーファイブ 激突!新たなる超戦士（1999年）[23]
  - 救急戦隊ゴーゴーファイブVSギンガマン（2000年）[23]
  - 未来戦隊タイムレンジャーVSゴーゴーファイブ（2001年）[23]
  - 百獣戦隊ガオレンジャーVSスーパー戦隊（2001年）[23]
  - 爆竜戦隊アバレンジャーVSハリケンジャー（2004年）[19]
  - 特捜戦隊デカレンジャーVSアバレンジャー（2005年）[19]
  - 魔法戦隊マジレンジャーVSデカレンジャー（2006年）[19]
  - 轟轟戦隊ボウケンジャーVSスーパー戦隊（2007年）[19]
  - 獣拳戦隊ゲキレンジャーVSボウケンジャー（2008年）[19]
  - 帰ってきた侍戦隊シンケンジャー 特別幕（2010年）[19]
  - 帰ってきた天装戦隊ゴセイジャー last epic（2011年）[19]
  - 忍風戦隊ハリケンジャー 10 YEARS AFTER（2013年）[19]
- MURAMASA ムラマサ（2004年-2007年）[19]
- 超忍者隊イナズマ!（2006年）[19]
  - 超忍者隊イナズマ!!SPARK（2007年）[19]

### その他
- 日本万国博覧会自動車館映像作品「1日240時間」（1970年）[17]

## 自伝
- 飯塚定雄、松本肇『光線を描き続けてきた男 飯塚定雄』洋泉社、2016年1月8日。ISBN 978-4-8003-0851-1。